# La Chapelle-Huon
La Chapelle-Huon é uma comuna francesa na região administrativa do País do Loire, no departamento de Sarthe. Estende-se por uma área de 18.7 km². Em 2010 a comuna tinha 548 habitantes (densidade: 29,3 hab./km²).